# Mérida Open 2025
Mérida Open Akron 2025 a fost un turneu de tenis feminin care s-a jucat pe terenuri dure în aer liber. A fost cea de-a treia ediție a Mérida Open și a făcut parte din Circuitul WTA 2025. A avut loc la Yucatán Country Club din Mérida, Mexic, în perioada 24 februarie–2 martie 2025.

## Campioni

### Simplu
Pentru mai multe informații consultați Mérida Open 2025 – Simplu

### Dublu
Pentru mai multe informații consultați Mérida Open 2025 – Dublu

## Puncte și premii în bani

### Distribuția punctelor
| Probă  | C   | F   | SF  | QF  | Runda 2 | Runda 1 | Q   | Q2  | Q1  |
| Simplu | 500 | 325 | 195 | 108 | 60      | 1       | 25  | 13  | 1   |
| Dublu  | 500 | 325 | 195 | 108 | 1       | N/A     | N/A | N/A | N/A |

### Premii în bani
| Probă  | Câștigător | Finalist | Semifinalist | Sfertfinalist | Runda 2 | Runda 1 | Q2     | Q1     |
| Simplu | $164,000   | $101,000 | $59,000      | $28,695       | $15,700 | $11,300 | $7,625 | $3,900 |
| Dublu* | $54,300    | $33,000  | $19,160      | $9,480        | $6,000  | N/A     | N/A    | N/A    |

*per echipă